# Madhugiri
Madhugiri là một thị xã của quận Tumkur thuộc bang Karnataka, Ấn Độ.

## Địa lý
Madhugiri có vị trí 13°40′B 77°13′Đ / 13,66°B 77,21°Đ Nó có độ cao trung bình là 787 mét (2582 feet).

## Nhân khẩu
Theo điều tra dân số năm 2001 của Ấn Độ, Madhugiri có dân số 26.351 người. Phái nam chiếm 52% tổng số dân và phái nữ chiếm 48%. Madhugiri có tỷ lệ 72% biết đọc biết viết, cao hơn tỷ lệ trung bình toàn quốc là 59,5%: tỷ lệ cho phái nam là 77%, và tỷ lệ cho phái nữ là 67%. Tại Madhugiri, 11% dân số nhỏ hơn 6 tuổi.